# Condado de Cabaña de Silva
El condado de Cabaña de Silva es un título nobiliario español creado por el rey Alfonso XII el 19 de abril de 1875, real despacho del 2 de junio de 1875, a favor de Narcisa Villapecellín y Hernández.
La denominación del título «viene del nombre de un caserío de la provincia de Valladolid, agregado al municipio de Olmedo».

## Titulares
|                          | Titular                                |                          |
| Creación por Alfonso XII | Creación por Alfonso XII               | Creación por Alfonso XII |
| ------------------------ | -------------------------------------- | ------------------------ |
| I                        | Narcisa de Villapecellín y Hernández   | 1875-1904                |
| II                       | Luis Espinosa y Villapecellín          | 1904-1919                |
| III                      | Manuel Espinosa y Villapecellín        | 1919-1961                |
| IV                       | Luis Manuel Espinosa y Méndez de Vigo  | 1961-1970                |
| V                        | María Teresa Espinosa y Méndez de Vigo | 1970-2012                |
| VI                       | Manuel Luis Espinosa de Ortiz          | 2012-actual titular      |

## Historia de los condes de Cabaña de Silva
- Narcisa de Villapecellín y Hernández, I condesa de Cabaña de Silva.[2]

Se casó en primeras nupcias con Manuel Espinosa Palomino, IV vizconde de Garci-Grande, y en segundas con Mariano de Lacy y Hernández. Le sucedió su hijo del primer matrimonio en 26 de diciembre de 1904;
- Luis Espinosa y Villapecellín (baut. Santiago del Burgo, Zamora, 12 de septiembre de 1853[5] -Madrid, 8 de junio de 1929[6]), II conde de Cabaña de Silva,[2]  VII vizconde de Garci-Grande,[1][3] diputado por Salamanca (1898-1899),[7] senador por la provincia de Salamanca (1903-1907),[8] maestrante de Ronda[1] y Gran Cruz de la Orden de Isabel la Católica.[6]

Casó el 30 de agosto de 1885 con su prima hermana, Josefa Villapecellín Cabezudo, hija de José Villapecellín y Hernández y Elena Cabezudo y Jiménez. Le sucedió su hijo en 26 de febrero de 1919;
- Manuel Espinosa y Villapecellín (Olmedo, 17 de agosto de 1899[1]-2 de noviembre de 1964[5]), III conde de Cabaña de Silva,[2] VIII vizconde de Garci-Grande y maestrante de Ronda.[1]

Contrajo matrimonio el 17 de junio de 1932, en Madrid, con Eliane Méndez de Vigo y Bernaldo de Quirós, biznieta de María Cristina de Borbón-Dos Sicilias. Cedió el título condal a su hijo que le sucedió en 15 de abril de 1961;
- Luis Manuel Espinosa y Méndez de Vigo (n. Madrid, 4 de marzo de 1935),[1] IV conde de Cabaña de Silva[2][9] y IX vizconde de Garci-Grande.[10]

Casó con María Isabel de Ortiz y Jurado López de Salamanca (n. Huelva, 1944). Le sucedió su hermana en 16 de diciembre de 1970;
- María Teresa Espinosa y Méndez de Vigo, V condesa de Cabaña de Silva.[2][11]

En 12 de septiembre de 2012 en ejecución de sentencia, sucedió;
- Manuel Luis Espinosa de Ortiz (n. Madrid, abril de 1969),[5] VI y actual titular.[11][3]